# Vuelo 764 de Surinam Airways
El vuelo 764 de Surinam Airways fue un vuelo regular internacional de pasajeros entre el Aeropuerto de Ámsterdam Schiphol en el Reino de los Países Bajos y el aeropuerto internacional de Paramaribo-Zanderij en la República de Surinam operado por un DC-8-62 de Surinam Airways. El miércoles 7 de junio de 1989 el avión se estrelló durante su aproximación a Paramaribo-Zanderij, matando a 176 de las 187 personas que iban a bordo. Es el peor accidente mortal en la historia de Surinam.
La investigación reveló importantes deficiencias en el juicio y entrenamiento de las tripulaciones. Se sabe que intentaron aterrizar usando una señal inadecuada de navegación y que ignoraron las advertencias sonoras que alertaban de una colisión inminente. Las recomendaciones de seguridad derivadas del incidente incluían recomendaciones por parte de la Oficina Nacional de Seguridad en el Transporte  (NTSB) de los Estados Unidos para la Administración Federal de Aviación (FAA).
Fue el desastre aéreo más grave de 1989 por encima del atentado del Vuelo 772 de UTA ocurrido 3 meses después. En su momento fue el peor de toda Suramérica hasta el Vuelo 3054 de TAM Linhas Aéreas en 2007 con 199 fallecidos, fue el peor de toda Latinoamérica hasta el Vuelo 301 de Birgenair en 1996 con 189 fallecidos y se mantiene como el quinto peor accidente aéreo de un Douglas DC-8 por debajo del Vuelo 2120 de Nigeria Airways en 1991 (261 fallecidos), Vuelo 1285 de Arrow Air en 1985 (256 fallecidos), Vuelo 138 de Martinair en 1974 (191 fallecidos) y el Vuelo 001 de Icelandic Arlines en 1978 (183 fallecidos).

## Aeronave
El avión era un reactor de pasajeros cuatrimotor McDonnell Douglas DC-8-62 de 19 años y 7 meses que había volado por primera vez en 1969 como parte de la flota aérea de Braniff International Airways. Un resumen de la NTSB mostraba que mientras el avión formaba parte de Braniff se había visto implicado en un incidente menor en 1979 en el que no se registraron fallecimientos. El avión fue vendido a Surinam Airways poco después. El informe oficial del vuelo 764 no hacía mención a que este incidente pudiese haber contribuido en modo alguno al fatal accidente.

## Accidente

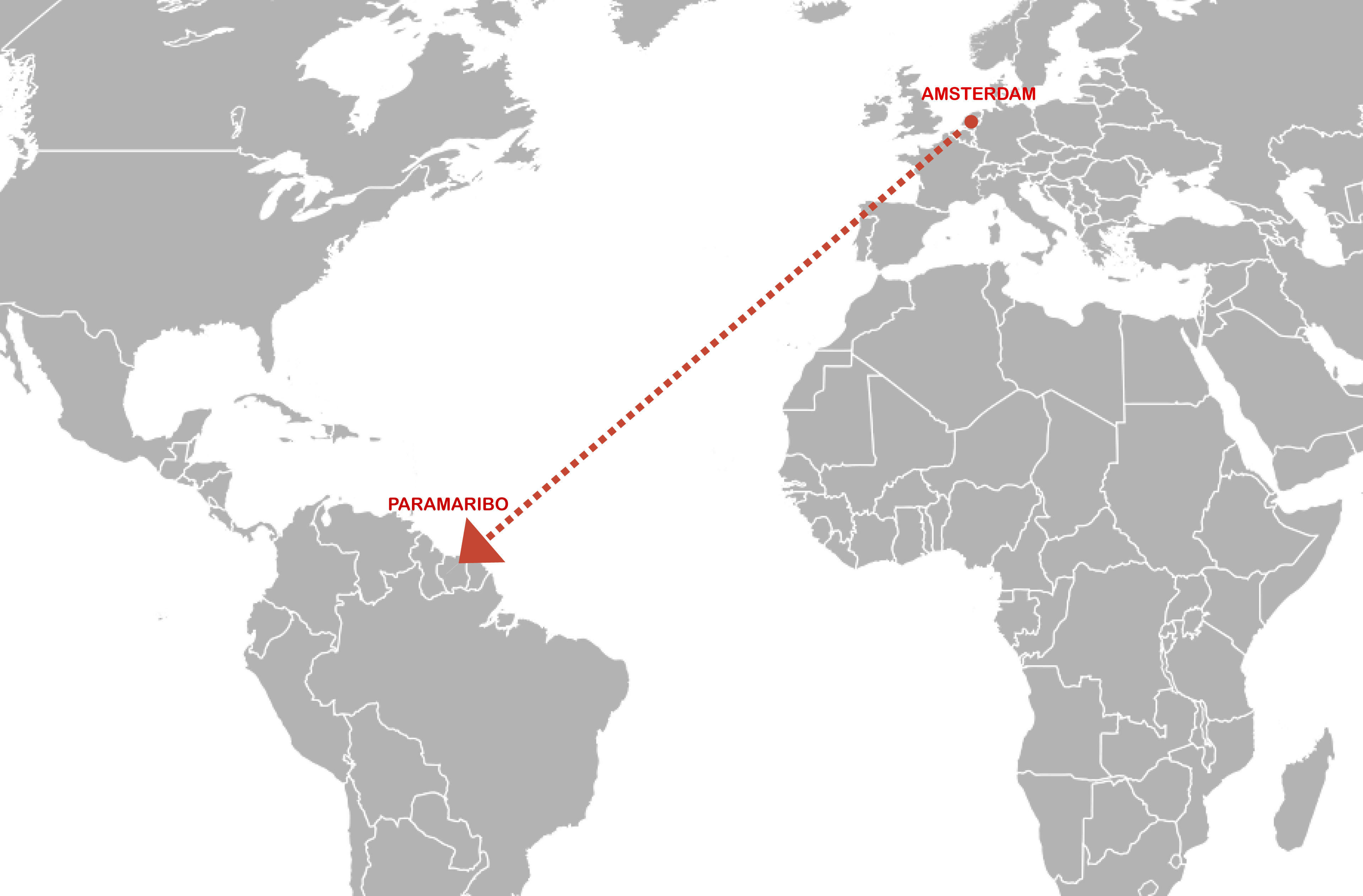
Ruta del vuelo 764 de Surinam Airways

El avión partió del Aeropuerto de Ámsterdam-Schiphol a las 23:25 del 6 de junio como estaba programado. Las siguientes diez horas de vuelo transcurrieron sin incidentes. La tripulación recibió el informe meteorológico final y la autorización para una aproximación VOR/DME (Radiofaro Omnidireccional VHF/Equipo Medidor de Distancia) a la pista de aterrizaje 10 pero en su lugar efectuaron una aproximación ILS/DME (Sistema Instrumental de Aterrizaje/Equipo Medidor de Distancia). Durante la aproximación, el motor número 2 del avión golpeó un árbol cuando volaba a una altura de 25 metros sobre el suelo. Entonces el ala derecha golpeó otro árbol, causando el vuelco del avión e impactando con el suelo del revés. No sobrevivieron ninguno de los 9 tripulantes y solo 11 de los 178 pasajeros, dejando un total de 176 muertos.

## Pasajeros
Un grupo de jugadores de fútbol de Surinam que jugaban profesionalmente en los Países Bajos y que habían creado el equipo de exhibición Colorido 11 (en neerlandés Kleurrijk Elftal) se encontraban entre los fallecidos. El equipo fue una iniciativa del trabajador social neerlandés-surinamés Sonny Hasnoe que trabajaba con niños desfavorecidos en barrios pobres de Ámsterdam. Muchas de las personas de origen surinamés vivían en el distrito Bijlmer de la ciudad y fueron aisladas de la sociedad neerlandesa. Hasnoe descubrió que podría reinsertar en la sociedad a los jóvenes si veían modelos positivos que compartiesen los mismos orígenes que ellos tenían. Él animaba a los chicos jóvenes a participar en equipos de fútbol y notó una mejoría de su estado anímico cuando practicaban deportes al tener la oportunidad de participar con sus compañeros blancos y esto ayudaba a acelerar el proceso de integración social.
En 1986, Sonny Hasnoe organizó el primer partido entre una selección de jugadores profesionales neerlandeses-surinameses y el SV Robinhood, campeones de la liga doméstica de Surinam. El partido fue un éxito y se organizaron más encuentros. El Colorido 11 iba a disputar un partido en Surinam en junio de 1989, sin embargo a varios jugadores se les denegó el permiso a viajar por parte de sus equipos en los Países Bajos. Entre los jugadores que no pudieron viajar se encontraban Ruud Gullit, Frank Rijkaard, Aron Winter, Bryan Roy, Stanley Menzo Dean Gorre y Regi Blinker. Un grupo de "segunda opción" viajó a Surinam en su lugar. Los antiguos jugadores del Ajax e internacionales por los Países Bajos Hennie Meijer y Stanley Menzo – que ignoraron las órdenes de su equipo y viajaron a Surinam por sus propios medios – habían tomado un vuelo anterior y evitaron la desgracia de sus compañeros de equipo.

### Futbolistas que fallecieron en el accidente
- Ruud Degenaar, 25, Heracles Almelo
- Lloyd Doesburg, 29, AFC Ajax
- Steve van Dorpel, 23, FC Volendam
- Wendel Fräser, 22, RBC Roosendaal
- Frits Goodings, 25, FC Wageningen
- Jerry Haatrecht, 25, Neerlandia, viajaba en lugar de su hermano Winston Haatrecht quien tenía compromisos con su equipo, el sc Heerenveen.
- Virgall Joemankhan, 20, Cercle Brugge
- Andro Knel, 21, NAC Breda
- Ruben Kogeldans, 22, Willem II Tilburg
- Ortwin Linger, 21, HFC Haarlem, murió tres días después del accidente a consecuencia de sus lesiones
- Fred Patrick, 23, PEC Zwolle
- Andy Scharmin, 21, FC Twente
- Elfried Veldman, 23, De Graafschap
- Florian Vijent, 27, Telstar
- Nick Stienstra, 33, RC Heemstede (entrenador)

La madre y la hermana del actual jugador internacional Romeo Castelen también fallecieron.

### Jugadores que sobrevivieron
- Sigi Lens, 25, Fortuna Sittard, que no pudo volver a jugar al fútbol a causa de una fractura de pelvis complicada.
- Edu Nandlal, 25, Vitesse, sufrió una lesión parcial de la médula espinal dejándolo tetrapléjico
- Radjin de Haan, 19, Telstar, que pudo volver a jugar, pero que se vio obligado a retirarse prematuramente al no poder alcanzar el nivel físico previo debido a una fractura vertebral.[4]

En 2005, el periodista neerlandés Iwan Tol publicó su libro sobre la generación perdida de jugadores surinameses: Eindbestemming Zanderij. Het vergeten verhaal van het kleurrijk elftal (ISBN 90-204-0366-4).

## Investigación y causa probable
El gobierno surinamés formó una comisión para investigar el accidente. Los resultados de la investigación fueron:
El último informe meteorológico remitido al avión sostenía que había una niebla densa que permitía una visibilidad de 900 metros, con bancos de nubes escasos a 400 pies, y viento en calma. Esto sorprendió a la tripulación de vuelo, ya que en informes previos se presentaba una visibilidad de 6  kilómetros. En consecuencia, pese al hecho de que el avión había sido autorizado a realizar una aproximación VOR/DME (Radiofaro Omnidireccional VHF/Equipamiento Medidor de Distancia), se inició una aproximación ILS/DME (Sistema de Aterrizaje por Instrumentos/Equipamiento Medidor de Distancia). El equipamiento de navegación ILS es normalmente más preciso que el equipamiento VOR/DME, pero en este caso el equipamiento ILS del aeropuerto Zanderij, a través de la transmisión de señales, no estaba establecido ni disponible para su uso. La investigación mostró qué la tripulación estaba al corriente de ello. La grabadora de voz de cabina capturó al copiloto diciendo, "No confío en el ILS", pero el capitán decidió continuar igualmente. Indicó al copiloto que sintonizase la frecuencia correcta para la aproximación VOR/DME, más como un mecanismo de prueba
Dado que la señal del ILS no estaba calibrada, el avión descendió demasiado, saltando varias alertas acústicas y luminosas advirtiéndoles. La tripulación ignoró estas alertas, y descendió por debajo de la altitud mínima aprobada tanto para el procedimiento VOR/DME como ILS sin haber establecido contacto visual con la pista. Una posible razón fue la necesidad de aterrizar pronto debido a la falta de combustible, hasta que finalmente, el avión se estrelló a las 04:27.
La investigación de la NTSB también resaltó que el capitán tenía 66 años que estaba por encima de la edad máxima permitida para operar este vuelo. Además no estaba adecuadamente formado ni habilitado para este tipo de aeronave, ya qué su última habilitación había sido para un pequeño avión de pistón bimotor en lugar de para el DC-8. En parte debido a la confusión de nombres en sus papeles de habilitación, está habilitación incorrecta pasó desapercibida para la aerolínea.
El párrafo sobre la causa probable del informe dice:
"La Comisión determina: a) Que como resultado de la negligencia e imprudencia del capitán el avión voló por debajo de la altitud mínima permitida durante la aproximación y en consecuencia impactó con un árbol. b) Un factor contribuyente al accidente fue el fallo de gestión operacional de SLM (Surinam Airways) para ajustarse a las regulaciones pertinentes así como a los procedimientos prescritos en el Manual de Operaciones de SLM relativos a la cualificación y certificación durante el reclutamiento y empleo de los miembros de la tripulación recomendados por la ACI."

## Recomendaciones NTSB a la FAA
Pese a que el accidente no se produjo bajo jurisdicción estadounidense, la NTSB (Oficina Nacional de Seguridad en el Transporte) estuvo implicada directamente en la investigación ya qué el avión estaba registrado en Estados Unidos. Como resultado de estos hallazgos, se efectuaron varias recomendaciones a la FAA. Estas recomendaciones fueron efectuadas a la FAA y no al gobierno de Surinam o sus cuerpos de investigación debido a que el enfoque de la investigación estaba restringido por cuestiones jurisdiccionales.
Se realizaron las siguientes recomendaciones:
- Realizar inspecciones a pie de avión y en vuelo de las compañías aéreas que operen aviones bajo la ley 14 CFR parte 129 que están registrados en Estados Unidos.
- Requerir a las compañías aéreas que operen en los Estados Unidos bajo la parte 129 que proporcionen a la FAA una lista de los nombres, fechas de nacimiento, y número de certificado de todos los capitanes y primeros oficiales que operen aeronaves en los Estados Unidos. Si se comprueba que estos han alcanzado su 60 cumpleaños, informar a la compañía aérea que estos pilotos y primeros oficiales no están autorizados a operar bajo los términos de las especificaciones de operaciones recogidas de acuerdo con la Parte 129. (Clase 11, Acción prioritaria) (A-90-52)
- Promulgar reglas que regulen las compañías de Estados Unidos que proporcionen pilotos bajo contrato a los operadores aéreos internacionales. (Clase 11, Acción Prioritaria) (A-90-53)